# Centrale solaire d'Andasol
En 2008 la centrale solaire Andasol 1 était la plus puissante centrale solaire thermodynamique d'Europe avec 50 MWe. Elle est située près de Guadix en Andalousie (Espagne). La centrale a démarré en novembre 2008 et génère une puissance-crête de 150 MW avec les extensions Andasol 2 et 3 et sa production est de 175 à 180 GWh d'énergie électrique par an. Construite sur un site privilégié à 1 100 mètres d'altitude, elle bénéficie d'un climat semi-aride qui se traduit par une insolation directe de 2 200 kWh/m2/an (soit, en moyenne, une puissance de 250 W/m2).

## Description
Les 625 collecteurs solaires occupent plus de 510 000 m2 de surface, la centrale occupant au total 195 hectares (ce qui fait une densité de puissance moyenne prévue pour la centrale de 10 W/m2).

La chaleur est transférée vers un fluide caloporteur atteignant une température de 400 °C.  
Un circuit secondaire est utilisé pour le transfert de la chaleur vers un générateur de vapeur haute pression. La vapeur produite est dirigée vers un groupe turbine + alternateur.
Andasol 1 a un système de stockage de l'énergie pour permettre de produire la nuit ou lors de mauvais temps. L'énergie calorifique est stockée dans deux réservoirs circulaires de 36 m de diamètre et de 14 m de hauteur contenant des sels fondus. Ces sels sont constitués de 60 % de nitrate de sodium et de 40 % de nitrate de potassium. Ces substances sont notamment utilisées dans la production de produits alimentaires comme conservateurs ou comme engrais. Ce système de stockage de l'énergie permet à l'usine  de doubler son nombre d'heures opérationnelles. Les réservoirs permettent de stocker jusqu'à 1 010 MWh de chaleur, ce qui est suffisant pour faire tourner la turbine pendant 7,5 heures à pleine capacité et ainsi permettre une production de quasiment 24 h sur 24 en été, lorsque l’ensoleillement est maximal.
La centrale, comme toute installation thermique, nécessite des moyens importants de refroidissement. Du fait de son implantation dans une région chaude d'Espagne, 870 000 m3 d'eau sont donc évaporés dans des réfrigérants atmosphériques. Cela représente 5 litres d'eau par kWh, soit deux fois environ la consommation spécifique d'une centrale thermique dans une région plus froide. 
Andasol 1 est capable de fournir une énergie solaire propre et renouvelable à 200 000 habitants.

## Financement

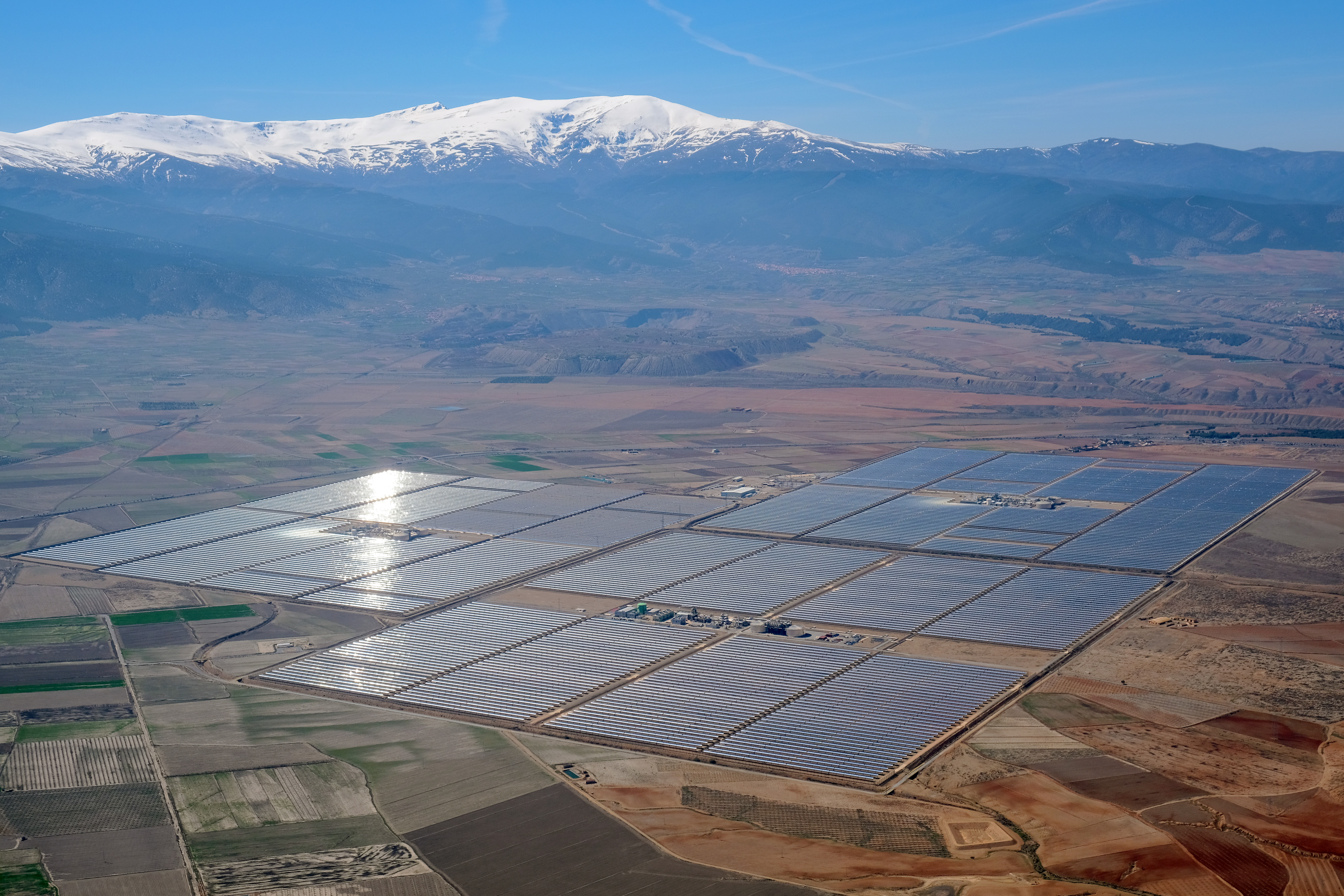
Le site "Central Termosolar Andasol".

Ce projet est mené par l'entreprise espagnole Cobra, filiale du groupe ACS, et par la compagnie allemande Solar millenium. L'investissement est de l'ordre de 260 millions d'euros, la participation de la communauté européenne est de 5 millions d'euros.

## Deuxième et troisième tranches

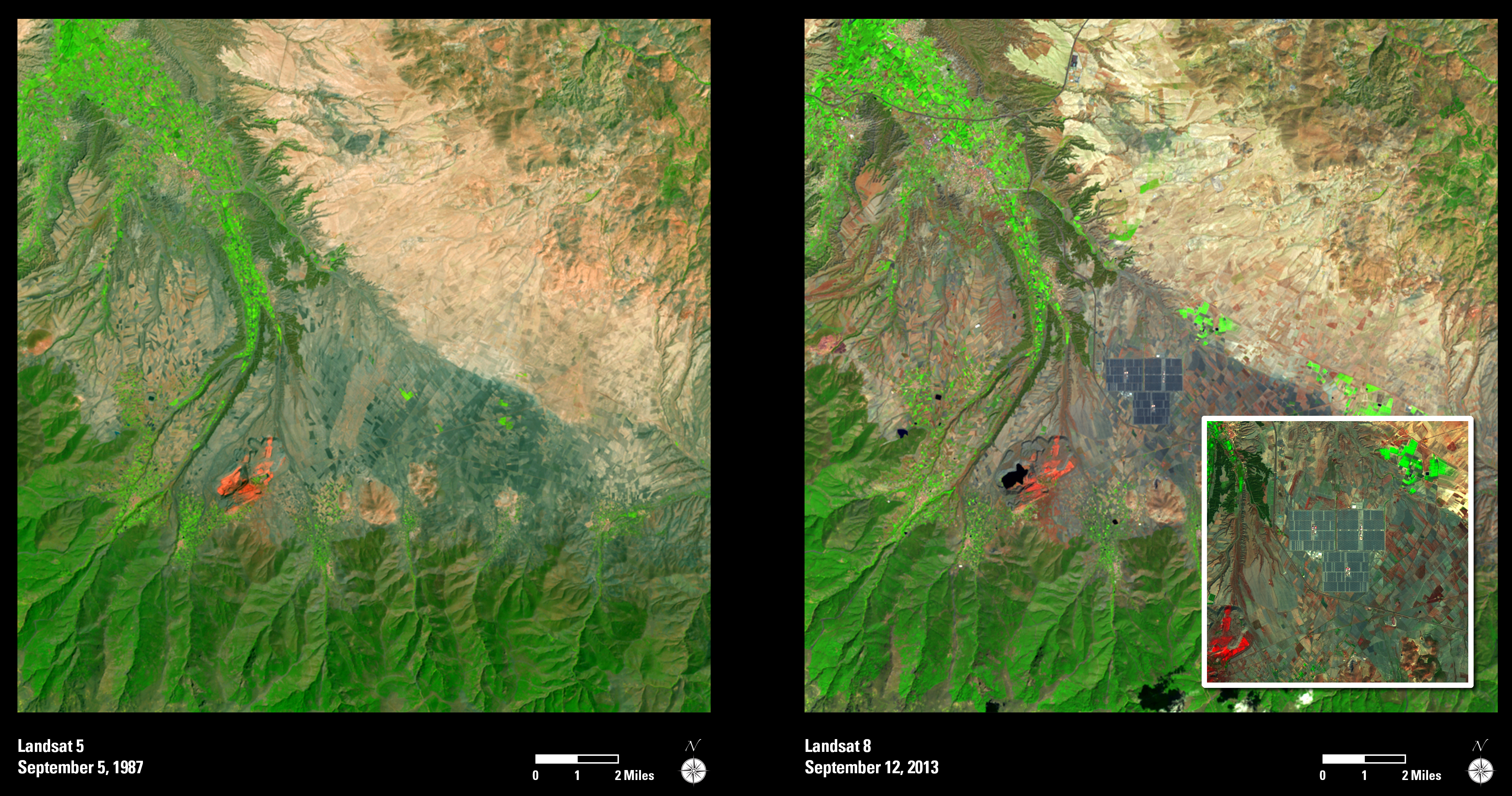
Vue satellite

Une deuxième tranche de 50 MW, Andasol 2 a été lancée en mars 2009, suivie par une 3e tranche Andasol 3 inaugurée en septembre 2011.